# Aulo Cecilio Faustino
Aulo Cecilio Faustino (en latín: Aulus Caecilius Faustinus) fue un senador romano que vivió a finales del siglo I y principios del siglo II y desarrolló su cursus honorum bajo los reinados de Domiciano, Nerva, y Trajano. Fue cónsul sufecto en el año 99 junto a Quinto Fabio Bárbaro Valerio Magno Juliano.

## Carrera
El cursus honorum de Faustino está incompleto; sólo dos de los cargos que ocupó están documentados, ambos después de ser cónsul. El primero fue el de gobernador de Moesia Inferior, que ocupó del año 103 al 105, cuando estalló la segunda guerra Dacia de Trajano. Faustino fue reemplazado inmediatamente como gobernador por Lucio Fabio Justo, quien se sabe que tenía más experiencia militar.
Se registra que el segundo cargo que Faustino ocupó fue el de gobernador proconsular de África entre los años 115/116, un cargo considerado el pináculo de una exitosa carrera senatorial. 